# Евдокија Епифанија
Евдокија Епифанија је била ћерка византијског цара Ираклија и царице Евдокије.
Рођена је 7. јула, а крштена 15. августа 611. Патријарх Сергије ју је крунисао за августу 4. октобра 612.
Отац ју је наводно обећао хазарском кагану те ју је послао к њему; но, каган је у међувремену умро, па се Епифанија вратила натраг у Цариград.